# Central Coast (Californië)

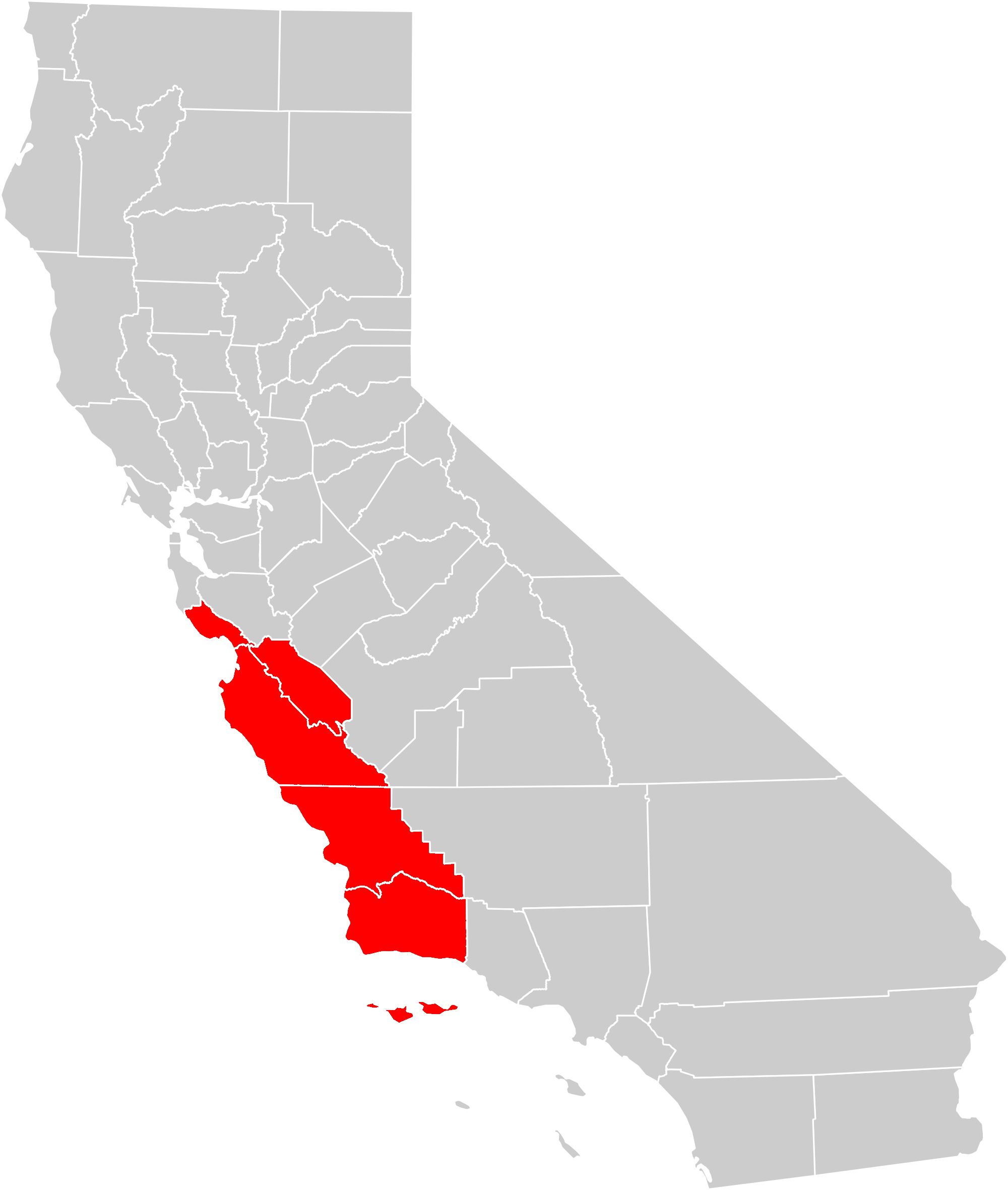
Kaart van de Californische county's die meestal tot de regio Central Coast gerekend worden.

De Central Coast van de Amerikaanse staat Californië is een streek die een strook langs de Stille Oceaan grofweg tussen de Baai van Monterey en Point Conception beslaat. De county's Santa Cruz, San Benito, Monterey, San Luis Obispo en Santa Barbara maken er deel van uit. Volgens sommige definities omvat de streek ook het noorden van Ventura County. Central Coast ligt deels in Noord-Californië en deels in Zuid-Californië.

## Overzicht
De Central Coast staat bekend om haar landbouw en toerisme. Belangrijke gewassen zijn sla, aardbei en artisjok. De Salinas-vallei, in het bijzonder, is een van de meest vruchtbare streken van de Verenigde Staten. Er wordt bovendien wijn verbouwd in Central Coast (Central Coast AVA).
Toeristische bezienswaardigheden in de streek omvatten Cannery Row in Monterey, het Monterey Bay Aquarium, de theaters, galerijen en witte stranden van Carmel-by-the-Sea, de golfbanen van Pebble Beach en het schiereiland van Monterey, de ruwe kust van de Big Sur, en Hearst Castle in San Simeon.
De regio is niet dichtbevolkt. De grootste stad is Salinas met zo'n 150.000 inwoners. Er zijn campussen van de Universiteit van Californië in Santa Cruz en Santa Barbara. De California State University heeft campussen in Seaside (de CSUMB in het vroegere Fort Ord) en San Luis Obispo (CalPoly).
Hoofdstad: Sacramento
Regio's: Antelope Valley · Big Sur · Cascade Range · Central Coast · Central Valley · Channel Islands · Coachella Valley · Conejo Valley · Cucamonga Valley · Death Valley · East Bay · East County · Emerald Triangle · Gold Country · Greater Los Angeles · Grote Bekken · Imperial Valley · Inland Empire · Klamath Basin · Lake Tahoe · Los Angeles Basin · Lost Coast · Mojave · Mountain Empire · Noord-Californië · North Bay · North Coast · North County · Oost-Californië · Owens Valley · Oxnard Plain · San Francisco Peninsula · Pomona Valley · Sacramento Valley · San Bernardino Valley · San Diego–Tijuana · San Fernando Valley · San Francisco Bay Area · San Gabriel Valley · San Joaquin Valley · Santa Clara Valley · Santa Clarita Valley · Shasta Cascade · Sierra Nevada · Silicon Valley · South Bay (LA) · South Bay (SD) · South Bay (SF) · South Coast · Southern Border Region · Upstate California · Wine Country · Yosemite · Zuid-Californië
Metropolitane gebieden: Bakersfield · Chico · Fresno · Los Angeles-Long Beach-Glendale · Modesto · Napa · Oakland-Fremont-Hayward · Oxnard-Thousand Oaks-Ventura · Riverside-San Bernardino-Ontario · Sacramento-Roseville · Salinas · San Diego-Carlsbad-San Marcos · San Francisco-San Mateo-Redwood City · San Jose-Sunnyvale-Santa Clara · San Luis Obispo-Paso Robles · Santa Ana-Anaheim-Irvine · Santa Barbara-Santa Maria · Santa Cruz-Watsonville · Santa Rosa-Petaluma · Stockton · Vallejo-Fairfield · Visalia-Porterville · Yuba City
County's: Alameda · Alpine · Amador · Butte · Calaveras · Colusa · Contra Costa · Del Norte · El Dorado · Fresno · Glenn · Humboldt · Imperial · Inyo · Kern · Kings · Lake · Lassen · Los Angeles · Madera · Marin · Mariposa · Mendocino · Merced · Modoc · Mono · Monterey · Napa · Nevada · Orange · Placer · Plumas · Riverside · Sacramento · San Benito · San Bernardino · San Diego · San Francisco · San Joaquin · San Luis Obispo · San Mateo · Santa Barbara · Santa Clara · Santa Cruz · Shasta · Sierra · Siskiyou · Solano · Sonoma · Stanislaus · Sutter · Tehama · Trinity · Tulare · Tuolumne · Ventura · Yolo · Yuba
Portaal Californië